# Папиросница от Моссельпрома
«Папиросница от Моссельпрома» — чёрно-белая немая комедия режиссёра Юрия Желябужского, снятая им по сценарию Фёдора Оцепа и Алексея Файко на киностудии «Межрабпом-Русь» в 1924 году. Премьера фильма состоялась 2 декабря того же года.

## Сюжет
В скромную лоточницу Моссельпрома Зину Весенину, торгующую папиросами в самом центре Москвы, влюблены советский служащий Митюшин и кинооператор Латугин. Первый, будучи не курящим, каждое утро покупает пачку папирос, для того, чтобы иметь хоть какой-то повод для общения. Второй, пользуясь служебным положением, оказывает протекцию своей возлюбленной, которая вскоре становится актрисой.
На пути у высоких чувств оказывается приехавший из Америки коммерсант Оливер Мак-Брайт, предлагающий девушке сначала роль содержанки, а по прошествии некоторого времени готовый сделать официальное предложение и взять её с собой в Соединённые Штаты. После ряда забавных приключений, вызванных развившим небывалую активность Митюшиным, Зина отказывает американцу, а Латугин, ставший к тому времени её мужем, снимает полнометражную ленту, в которой главную роль исполняет его молодая жена.

## В ролях
- Юлия Солнцева — Зина Весенина
- Игорь Ильинский — Никодим Митюшин, помощник бухгалтера "Пыльтреста"
- Николай Церетели — Латугин, кинооператор
- Анна Дмоховская — Рыбцова, машинистка
- Леонид Баратов — Барсов-Арагонский, кинорежиссер
- Марк Цибульский — Мак-Брайт, американец
- Михаил Жаров — служащий, носильщик
- Галина Кравченко — киноактриса
- Николай Прозоровский — эпизод
- Наум Рогожин — киноактер
- Николай Вишняк — эпизод
- Юлий Райзман — помощник Мак-Брайта (нет в титрах)

## Съёмочная группа
- Режиссёр и оператор: Юрий Желябужский
- Авторы сценария: Фёдор Оцеп, Алексей Файко
- Художники: Владимир Баллюзек, Сергей Козловский